# العلاقات الأيرلندية الفلسطينية
العلاقات الأيرلندية الفلسطينية هي العلاقات الثنائية والتاريخية التي تربط بين جمهورية أيرلندا ودولة فلسطين. تمتلك أيرلندا ممثلية لها في مدينة البيرة، بينما تمتلك دولة فلسطين سفارة لها في العاصمة دبلن. وتُعد كل منهما عضوًا في منظمة الاتحاد من أجل المتوسط.

## التاريخ
بدأت العلاقات بين منظمة التحرير الفلسطينية وأيرلندا في أواخر عقد 1970، بإشراف شخصية أيرلندية.
في عام 1993، افتتحت منظمة التحرير الفلسطينية تمثيلًا دبلوماسيًا (مندوبية عامة) لها في أيرلندا.
في عام 2000، افتتحت أيرلندا ممثلية لها لدى السلطة الفلسطينية.
في يناير 2011 ، منحت أيرلندا الوفد الفلسطيني في دبلن وضع البعثة الدبلوماسية.

### الاعتراف بدولة فلسطين
في مارس 2011، صرح وزير خارجية أيرلندا أنها ماضية في الاعتراف بالدولة الفلسطينية، لكن ذلك لن يتحقق إلا بعد سيطرة السلطة الوطنية الفلسطينية على أراضيها.
في أكتوبر 2014، وافق مجلس الأعيان بالبرلمان الأيرلندي بالإجماع على اقتراح يدعو الحكومة إلى الاعتراف بدولة فلسطين. وفي ديسمبر 2014، طالب دويل أيرن في البرلمان الأيرلندي الحكومة بالاعتراف بدولة فلسطين.
في 22 مايو 2024، أعلنت إسبانيا والنرويج وجمهورية أيرلندا اعترافهما بدولة فلسطين اعتبارًا من 28 مايو 2024. رحبت الرئاسة الفلسطينية بالقرار.

## تبادل السفراء

### سفراء فلسطين
عُين يوجين مخلوف ممثلًا غير مقيمًا لمنظمة التحرير الفلسطينية لدى السويد والنرويج والدنمارك وأيرلندا وآيسلندا عام 1983.
في عام 1989، تولت ليلى شهيد ملف العلاقات مع أيرلندا وكانت أيضًا غير مقيمة.
في عام 1993، عُين يوسف علان مندوبًا عامًا مقيمًا لها.
وفي عام 2001 عُين علي حليمة مندوبًا عامًا مقيمًا واستمر حتى عام 2006. حيث عُين حكمت عجوري خلفًا له بين عامي 2006 و2013.
في سبتمبر 2013، قدم السفير أحمد عبد الرازق أوراق اعتماده إلى الرئيس مايكل دانييل هيجينز كسفير لفلسطين.
عينت دولة فلسطين جيلان عبد المجيد سفيرة لها لدى جمهورية أيرلندا في 27 يناير 2020.

### ممثلوا جمهورية أيرلندا
عينت جمهورية أيرلندا دون سكستون ممثلًا لها لدى السلطة الفلسطينية في 30 سبتمبر 2020. خلفًا لجوناثان كونلون الذي مثلها بين 26 سبتمبر 2016، وحتى انتهاء مهامه في يوليو 2020.

## الخلفية التاريخية
في عشرينيات وثلاثينيات القرن العشرين، تعاطف الأيرلنديين الكاثوليك مع الصهاينة بسبب أوجه التشابه بين المعاناة التاريخية الأيرلندية واليهودية مع بريطانيا العظمى، لكن التصورات القومية الأيرلندية تجاه إسرائيل تغيرت عندما بدأ الأيرلنديون في رسم أوجه تشابه بين السياسات الإسرائيلية ووجودهم المنقسم بين ايرلندا وشمال ايرلندا. بالنسبة للكثيرين، بدت الدولة اليهودية "إسرائيل" أقل شبهاً بمجتمع ديني وطني محاصر يناضل من أجل حقوقه الطبيعية، وأكثر أشبه بمستعمرة تعتزم فرض نفسها على السكان الأصليين "الفلسطينيين".